# Ignjat Martinović
Ignjat Martinović odnosno Ignacije Dominik Martinović (Pešta, 20. srpnja 1755. – Pešta, 20. svibnja 1795.), znanstvenik, filozof, jakobinski revolucionar i hrvatski književnik iz Mađarske. 
Smatra ga se dijelom budimskog kruga hrvatskih franjevačkih pisaca.

## Život
Bio je pripadnik franjevačkog reda i potom svjetovni svećenik. Zaređen je u Iloku 1772. godine.
Doktorirao je u Budimu 1778. godine. Profesor je filozofije i matematike u franjevačkom samostanu u Pešti te profesor fizike na Akademiji odnosno Sveučilištu u Lavovu i prvi dekan tamošnjeg Filozofskog fakulteta.  Akademske godine 1779–1780. odlukom provincijala Josipa Jakošića, 31. kolovoza 1780. godine, premješten je s cijelom svojom klasom na filozofsko učilište u Brodu na Savi gdje predaje akademske godine 1780-1781. U Osijeku 1781. godine tiska svoje djelo Systema universae philosophiae.
Od 1791. se pod utjecajem ideja Francuske revolucije počinje baviti politikom i javno deklarira kao ateist. U spisu Status Regni Hungariae iz 1792. godine razradio je plan o reformi ustava, zalažući se za dvodomni sustav, uklanjanje klera iz svih svjetovnih službi, sekularizaciju crkvenih imanja i izjednačavanje prava svih ljudi bez razlika u vjeri i narodnosti. Njegovo političko djelovanje popraćeno je brojim kontroverzama i nejasnoćama, posebno veze s biskupom Maksimilijanom Vrhovcem. 
Nakon što je u Beču 1794. organizirao dva tajna politička društva (Društvo reformatora i Društvo slobode i jednakosti), uhićen je kao jakobinac i osuđen na smrt. Smaknut je 20. svibnja 1795. na Krvavoj poljani u Pešti, sa skupinom urotnika, jer je htio "sprovesti demokratsku revoluciju i ostvariti federativnu ugarsku republiku". Nakon toga je slobodno zidarstvo bilo zabranjeno u čitavoj Austriji i Ugarskoj.
Jedna masonska loža u Budimpešti pod Velikim orijentom Mađarske nosi danas ime po njemu.

## Znanstveno djelovanje
U znanosti je bio pod utjecajem Newtonove i Boškovićeve teorije. Bavio se problemima mikrometra, visinom atmosfere, dugom, frakcijskom destilacijom nafte, zračnom sisaljkom za kemijske pokuse. Autor je i mnogih izuma (stroj za rezanje duhana). Prvi je među hrvatskim franjevcima sustavno naučavao Boškovićevu teoriju silâ u njezinu izvornom obliku.

## Vanjske poveznice
- Vjesnik Habsburški dvor zabranio slobodno zidarstvo
- Astronomska udruga Mirko Danijel Bogdanić  Arhivirana inačica izvorne stranice od 26. prosinca 2007. (Wayback Machine) - Tko je bio Mirko Danijel Bogdanić
- [neaktivna poveznica] Stjepan Beretić: Vatroslav Bertić – hrvatski matematičar 18/19 stoljeća
- Oktatási és Kulturális Minisztérium  Arhivirana inačica izvorne stranice od 1. lipnja 2010. (Wayback Machine) Okvirni program hrv. jezika i književnosti za dvojezične škole - Književnost Hrvata u Mađarskoj